# Toyota 86
O Toyota 86 (em japonês:  ハチロク, transl. Hachi Roku), também conhecido como Subaru BRZ, é um coupé esportivo desenvolvido em conjunto pela Toyota e pela Subaru, e produzido pela Subaru em Gunma, Japão.
Para o modelo de primeira geração, a Toyota comercializou o carro esportivo como 86 na Ásia, Austrália, América do Norte (a partir de agosto de 2016), África do Sul e América do Sul; como Toyota GT86 na Europa; como 86 e GT86 na Nova Zelândia; como Toyota FT86 em Brunei, Nicarágua e Jamaica e como Scion FR-S (2012-2016) nos Estados Unidos e Canadá.
O modelo de segunda geração é comercializado pela Toyota como o GR86 (em japonês:  ジーアール ハチロク, transl. GR Hachi Roku), como parte da família Gazoo Racing.